# 大島丈
大島 丈（おおしま じょう、1968年5月19日 - ）は、日本のAV男優、出張ホスト。1991年デビュー（当時22歳）。

## 略歴
1991年、素人男優募集の記事を見てバイト仲間と一緒に応募。落選したが、半年後にAV監督から電話で誘われ、AV男優になった。
以降、プレイ中に大量の汗をかくのが特徴。濃厚、汗だく、接吻など、ねっとり系作品に多数出演。
演技力の高さに定評があり、ドラマ物にも出演する。演技の勉強は先輩男優に教わらず、全て現場で覚えた。
2010年代より官能小説や日本文学を一人で朗読するイベント『表参道文學』を開催。著作権が切れた作品についてはバイノーラル録音された音源も販売している。

## 人物・エピソード
- セックスで女性をリードする姿が印象的[4]。
- タコの吸盤のような唇が印象的[2]。
- 激しいピストン運動で絶頂寸前になると、動物的な雄叫びを上げる[2]。
- 水泳大会やウ○コレズの司会をしたことがある[1]。
- 男優はサービス業で奉仕、AVはエンターテインメントでファンタジーという考え方をしており、若者には、男優がやっていること（顔射、駅弁など）をそのまま現実だと思って実行しないでほしいと発言している[4]。
- どんなルックスの女性でも、いいところを見つけられる。ブサイクでもセックスでいい顔をしてくれる女性が好き[4]。
- 18歳から母親の年齢の下まで、ストライクゾーンが広い[4]。
- 毛が好きで剛毛フェチ。パイパンはグッとこない。腋毛も好き[4]。
- 座右の銘は「ノークンニ、No Life」[5]。女性のおしっこも生理も臭いも全部受け入れるという決意表明を込めているという[6]。
- テクニック自慢は策に溺れるという持論があり、8対2の法則を心掛けている[6]。クンニで例えれば8割でクンニして残り2割は握手や目を見つめるなどほかのことをすること。セックスで例えれば、勃たせることや射精、性交だけに頭でっかちになるのではなく、手をつないでドキドキすることなど、心の中のセックスも楽しむこと[6]。
- 好きな食べ物：お茶漬け[5]
- 苦手な食べ物：カボチャ[5]
- 男優業で大事にしているもの：行動力、健康な身体、折れない心、女性への憧れとリスペクトを保持すること[5]

## 不祥事
- 2017年3月2日までに、無修正アダルトビデオの撮影および公開の疑いで大島ら5人が「わいせつ電磁的記録等送信頒布幇助」の容疑で警視庁に逮捕されたが[7]、同じく2日夕方に釈放されたことを自身のTwitterで公表した[8]。
- 同年3月24日、東京地方検察庁は不起訴処分にした [9]。
- この事件の影響で後述の出演したテレビドラマ『マグマイザー』の放送が約2か月間延期となっている。

## 作品

### 音楽CD
- 表参道分學（2018年2月21日、MILKY POP GENERATION）[10]

## 出演

### テレビドラマ
- マグマイザー（BSスカパー!、2017年5月10日 - 6月7日）– 大島丈 役[11]

### テレビバラエティ
- AV男優どうでしょうリターンズ（2017年12月2日、エンタ!959）‐ MC[12]